# Fauno Rondanini
Il Fauno Rondanini è una scultura in marmo realizzata, tra il 1625 e il 1630, dall'artista fiammingo François Duquesnoy, attualmente conservata al British Museum di Londra. La figura è stata scolpita a partire da un antico torso romano: la capacità del Duquesnoy, infatti, di integrare resti di statue antiche era considerata a Roma come "assolutamente perfetta". Il restauro delle stesse, nel XVII secolo, prevedeva interventi di gusto barocco da parte dello scultore incaricato, e il Fauno, seppure non eccessivamente, non fa eccezione, e la sua posa dinamica ne è la prova.

## Storia e descrizione

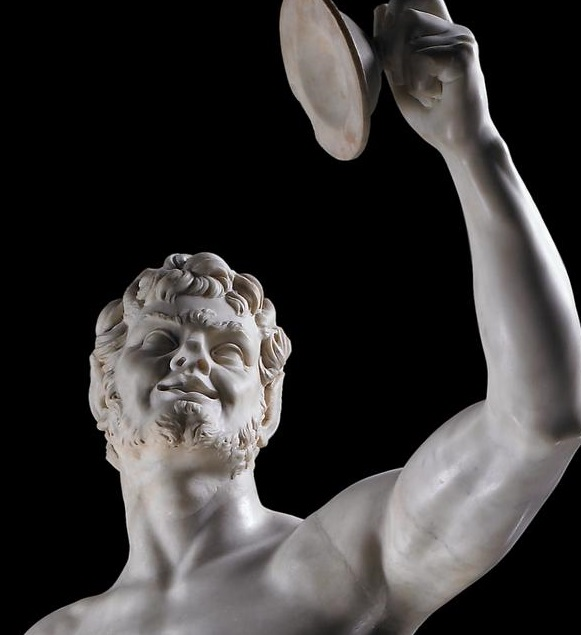
Fauno Rondanini, dettaglio della testa e del braccio sinistro.

Il restauro e il completamento del busto sono stati attribuiti al Duquesnoy dal suo biografo, Giovanni Pietro Bellori e da uno dei suoi allievi, Orfeo Boselli.
Nelle sue Osservationi della Scoltura antica, nel capitolo che riguarda proprio il restauro, Boselli menziona il Fauno Rondanini come esempio dell'abilità pratica di Duquesnoy. Stando a quanto afferma Estelle Lingo "Boselli descrive la figura come pronta a balzare, e infatti il Fauno è rappresentato proprio nel mezzo del movimento, con le dita del piede destro appena appoggiate e il piede sinistro è sollevato, entrambe le braccia distese e la testa alzata, come se avesse appena saltato e percosso i cimbali che tiene nelle mani. L'ampio movimento del fauno è un chiaro simbolo dell'influenza barocca sul Duquesnoy, il quale, seppure estimatore della maniera greca, ha permesso all'arte barocca di permeare il gusto della statua.
L'artista ha certamente aggiunto gli arti e la testa, mentre antichi sono il torso con la coda da fauno. Le braccia sono ciò che permette alla scultura di avere un così ampio movimento. L'opera, commissionata da Alessandro Rondanini, prende il nome da quest'ultimo e dal Palazzo Rondanini di Roma, che un tempo la ospitava.